# Староалексинецкий сельский совет (Кременецкий район)
Староалексинецкий сельский совет (укр. Староолексинецька сільська рада) — входит в состав
Кременецкого района
Тернопольской области
Украины.
Административный центр сельского совета находится в 
с. Старый Алексинец.

## Населённые пункты совета
- с. Старый Алексинец
- с. Иванья